# Excideuil
Excideuil è un comune francese di 1 316 abitanti situato nel dipartimento della Dordogna nella regione della Nuova Aquitania.

## Società

### Evoluzione demografica
Abitanti censiti